# Kiczki Drugie
Kiczki Drugie – wieś sołecka  w Polsce położona w województwie mazowieckim, w powiecie mińskim, w gminie Cegłów. 
| SIMC    | Nazwa             | Rodzaj    |
| ------- | ----------------- | --------- |
| 0669022 | Kiczki Poduchowne | część wsi |

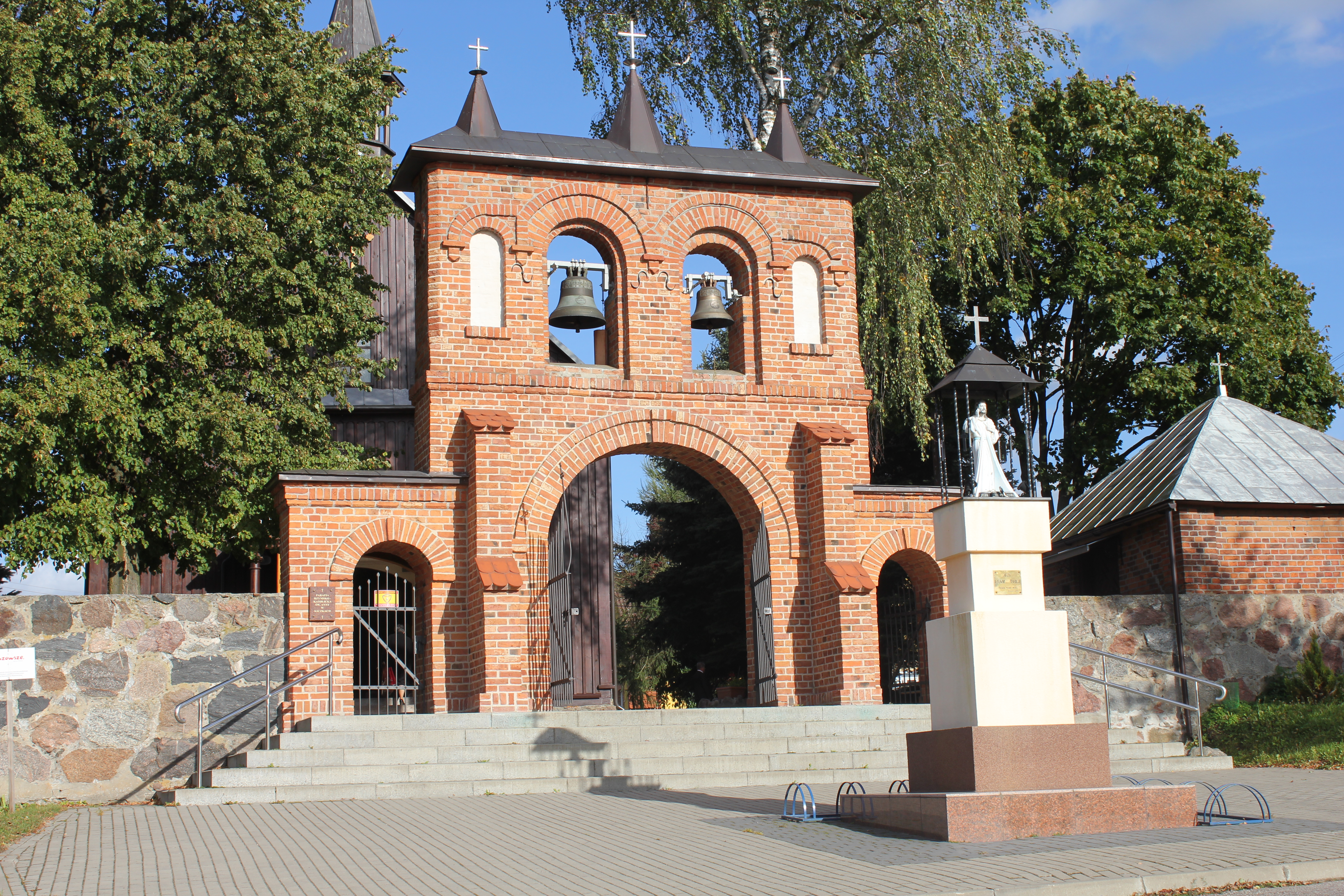
Dzwonnica kościoła Św. Anny

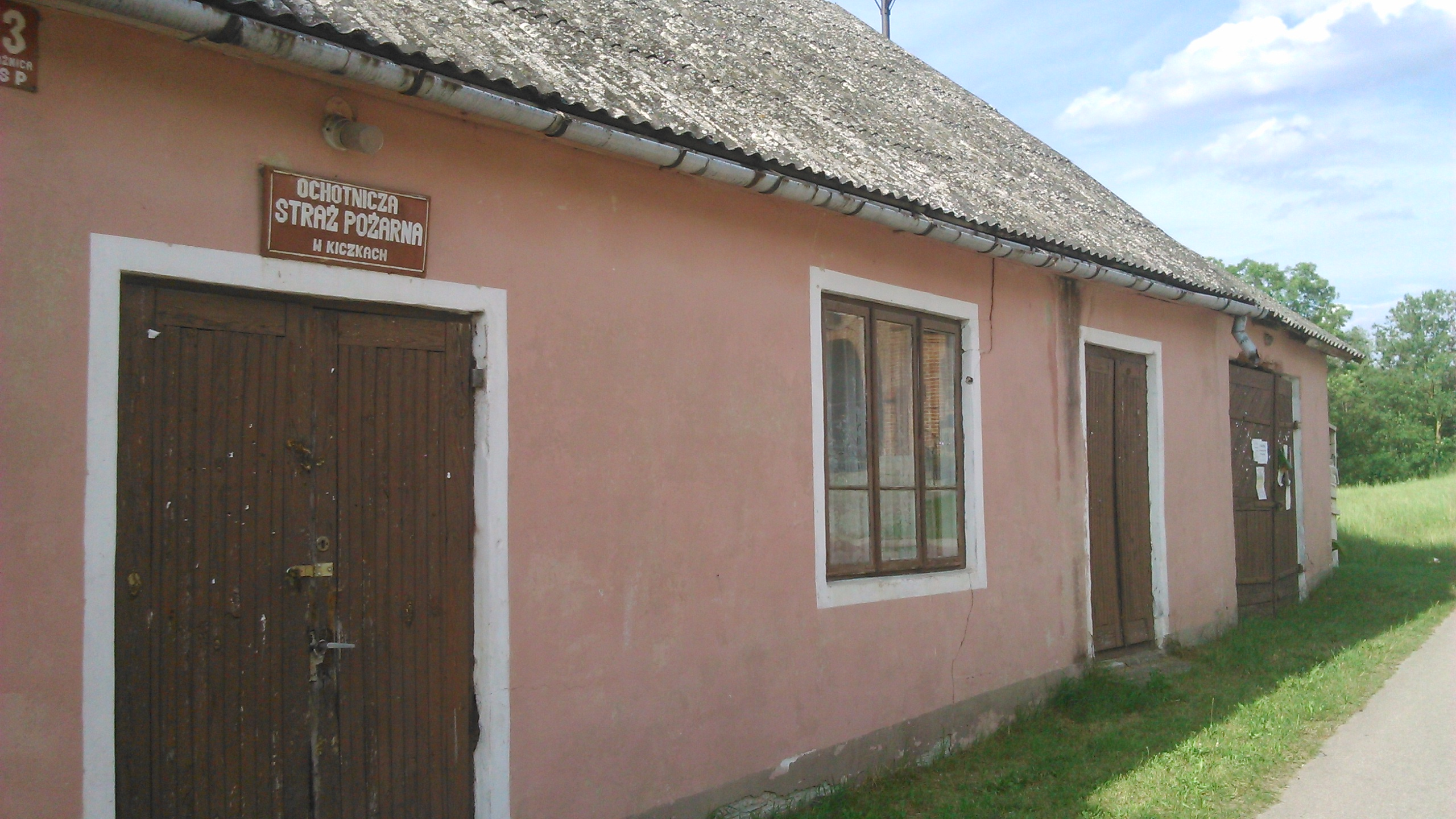
Remiza OSP

W latach 1975–1998 miejscowość administracyjnie należała do województwa siedleckiego.
W Kiczkach Drugich znajduje się kościół drewniany pw. Św. Anny. Parafia św. Anny w Kiczkach należy do dekanatu siennickiego w diecezji warszawsko-praskiej. Została założona  w 1458 r. przez bp. poznańskiego Andrzeja Opalińskiego z Bnina, w 1880 r. liczyła 1296 dusz. Świątynia ta spłonęła w 1751 roku, wówczas rozpoczęto budowę obecnego kościoła. W 1901 roku dobudowano zakrystię i murowaną dzwonnicę, która pełni jednocześnie rolę bramy wejściowej na teren kościelny.